# Enric Simonet i Lombardo
Enric Simonet i Lombardo (València, 1866 - Madrid, 1927), fou un pintor valencià.

## Biografia

### Inicis
Enric Simonet va néixer el 2 de febrer de 1866 a València. Pel que sembla la seva vocació primera o d'infància va ser eclesiàstica, però la va abandonar per dedicar-se a la pintura. Tot i ser valencià de naixement i que va estudiar a l'Escola de Belles Arts de Sant Carles de la seva ciutat natal, es va vincular al cercle malagueny tant per la seva ràpida arribada, com pel seu origen familiar, la seva formació artística i/o la seva activitat professional a la ciutat de Màlaga. I també va estudiar al taller del valencià Bernat Ferrandis a Màlaga, formant part de l'anomenada escola malaguenya de pintura.

### Anada a Roma i altres viatges

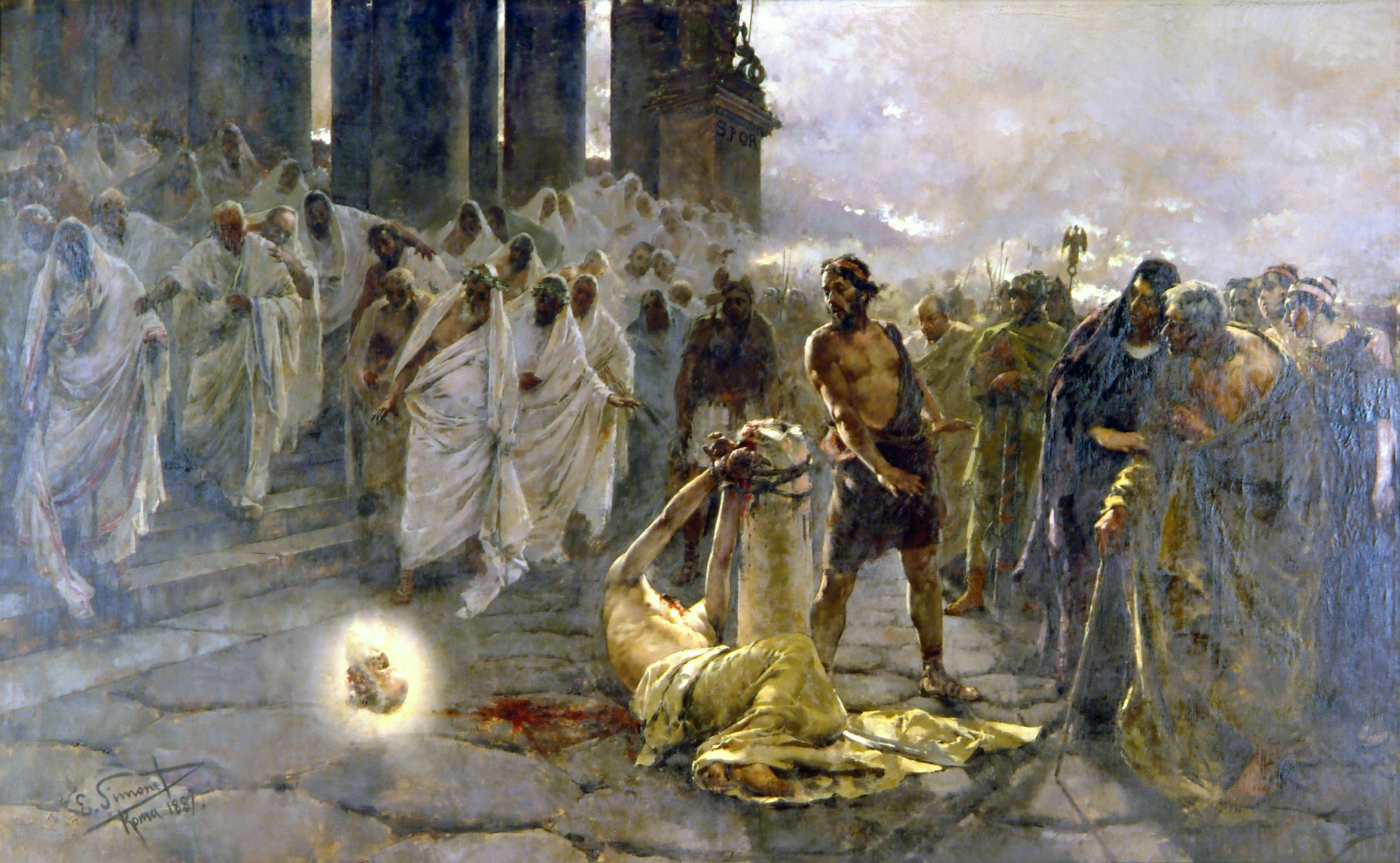
Decapitació de Sant Pau. 1887.

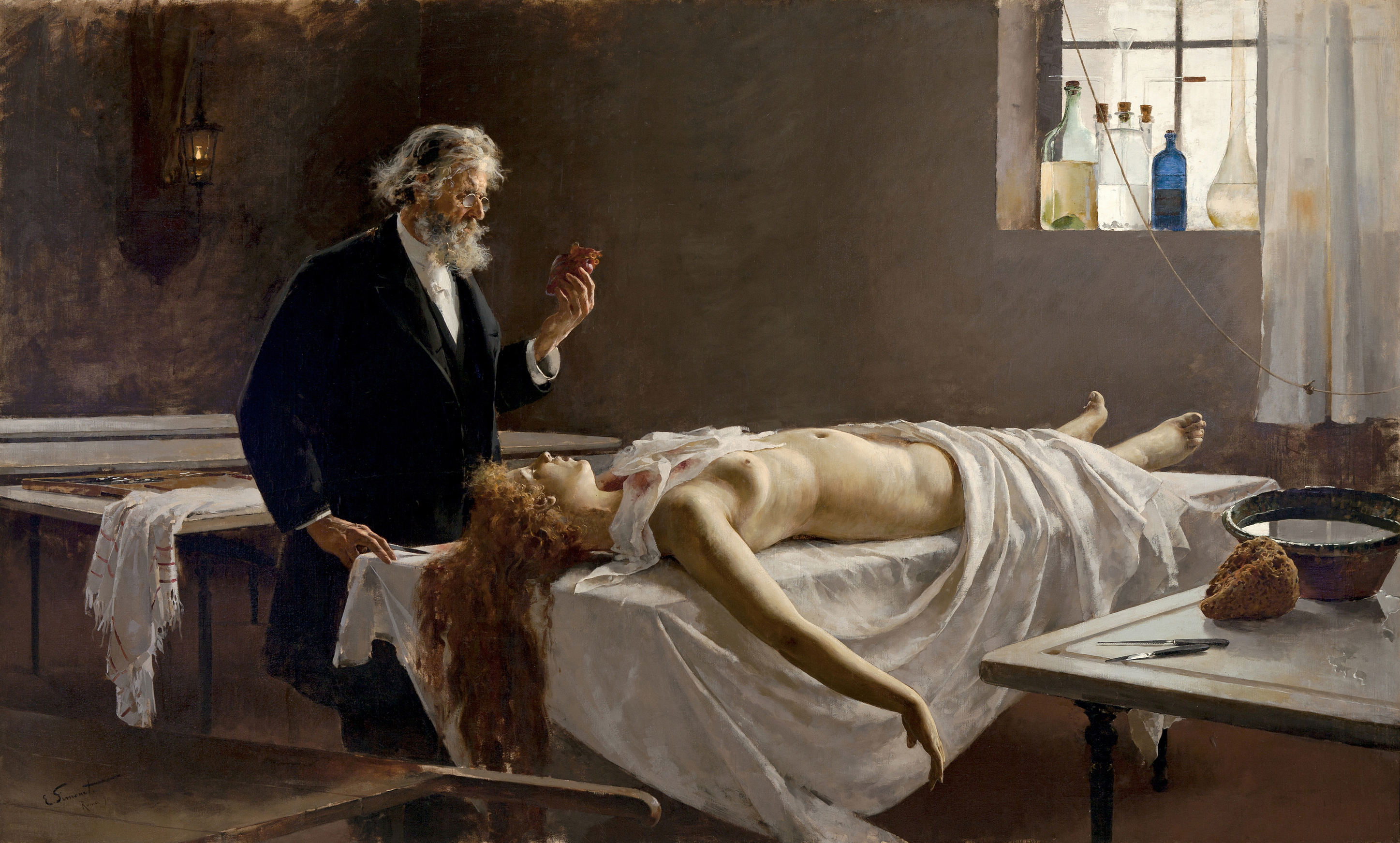
L'autòpsia. Oli sobre llenç. 177 x 291 cm 1890 (Museo de Bellas Artes de Málaga).

El 1887, va anar a Roma com a pensionat, on hi va realitzar La decapitació de Sant Pau, avui a la Catedral de Màlaga, i va aprofitar la seva estada allà per viatjar per tot Itàlia. Va visitar París diverses vegades i el 1890 va fer un recorregut pel Mediterrani.
També a Roma hi va realitzar, el 1890, la seva obra més famosa: Anatomia del cor, també coneguda coma I tenia cor! o com L'autòpsia. Va viatjar a Terra Santa, on es va documentar per la seva monumental Flevit super Illam, obra per la qual va rebre nombroses medalles, entre elles va ser primera medalla a l'Exposició Internacional de Madrid de 1892, a la World Columbian Exposition el 1893, a Barcelona el 1896 i a París el 1900.
El 1893 i 1894 va viatjar al Marroc com a corresponsal de guerra de La Ilustración Española y Americana i el 1901 va obtenir la càtedra d'Estudis de Formes de la Natura i l'Art de la Reial Acadèmia Catalana de Belles Arts de Sant Jordi, on va residir a partir de llavors, tot i que passava els estius a Vigo.

### Darrers anys
El 1911 va passar a formar part de l'Escola de Belles Arts de San Fernando de Madrid i entre 1921 i 1922 va ser director de la Residència de El Paular per paisatgistes, ja que també es va dedicar a la pintura decorativa i de paisatges, entre la qual destaquen els quatre grans llenços sobre les Al·legories del Dret, al Palau de Justícia de Barcelona i les vuit al·legories de les Províncies al palau de Justícia de Madrid.
Va morir el 20 d'abril de 1927 essent catedràtic de l'Escola Especial de Pintura, Escultura i Gravat de Madrid.

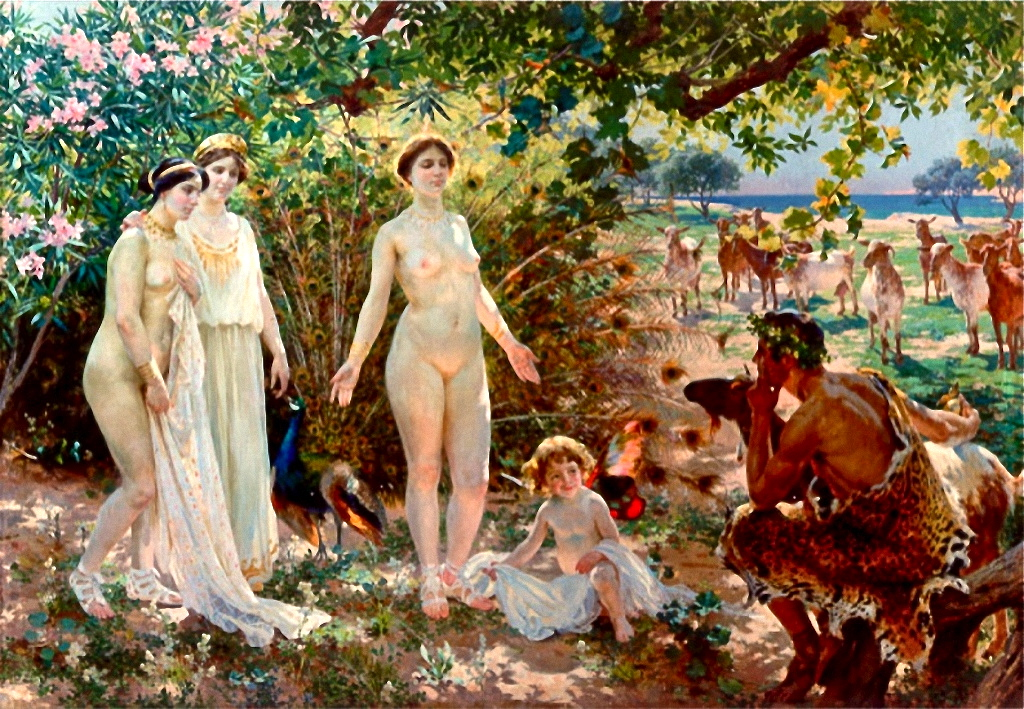
El judici de Paris. Oli sobre llenç. 215 x 331 cm 1904.

## Quadres i altres obres
Entre les seves obres destacades hi ha:
- La decapitació de Sant Pau, 1887, (Catedral de Màlaga).

- Anatomia del cor o I tenia cor! o L'autòpsia, 1890, (Museu de Belles Arts de Màlaga, en dipòsit).

- Flevit super Illam, 1892, (Museu de Belles Arts de Màlaga, en dipòsit).

- El judici de Paris, 1904, (Museu de Belles Arts de Màlaga).